# Howardena Pindell

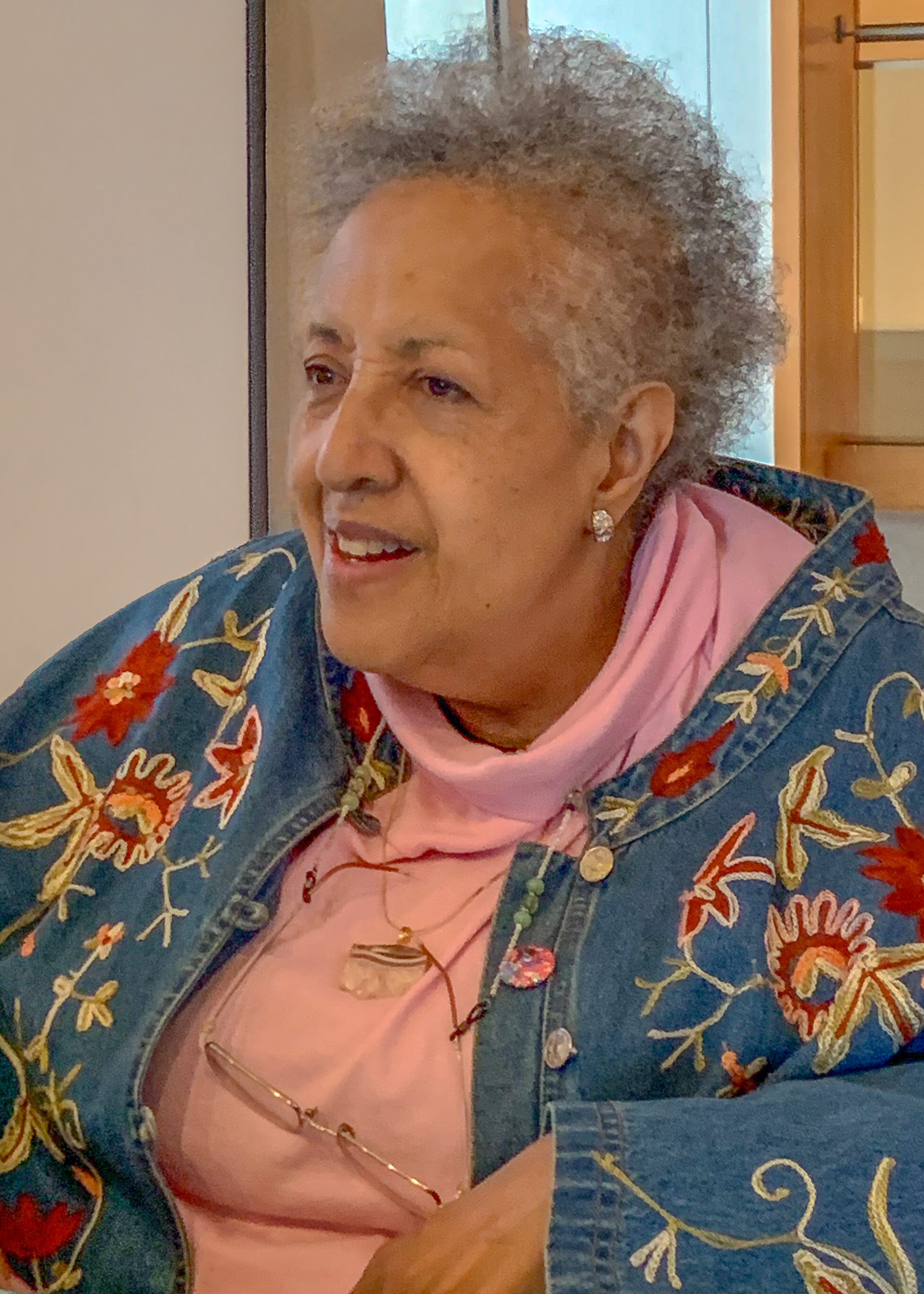
Howardena Pindell (2019)

Howardena Pindell (* 14. April 1943 in Philadelphia, Pennsylvania) ist eine US-amerikanische Künstlerin und Kuratorin.

## Leben
Howardena Pindell wurde 1943 in Philadelphia geboren. Zu jener Zeit war die Rassentrennung im Süden noch gesetzlich verankert und Rassismus weit verbreitet. Sie wuchs im Stadtteil Germantown als Einzelkind auf. 1964, als Pindell 21 Jahre alt war, wurde der Civil Rights Act verabschiedet.
Von 1961 bis 1965 studierte Pindell Malerei an der Boston University und schloss mit einem Bachelor ab. 1967 erwarb sie ihren Masterabschluss an der Yale University in New Haven. Daran anschließend arbeitete sie von 1967 bis 1979 in der Abteilung für Drucke und illustrierte Bücher im Museum of Modern Art in New York, wo sie im Laufe der Zeit verschiedene Funktionen innehatte, von der Ausstellungsassistentin zur stellvertretenden Kuratorin. Ab 1979 lehrte sie an der State University of New York in Stone Brook und von 1995 bis 1999 an der Yale University.
Pindell war seit den späten 1960er Jahren in der feministischen Kunstbewegung in New York tätig. Dort war sie unter anderem Mitbegründerin von A.I.R. (1972), der ersten von Frauen geführten Kunstgalerie in SoHo, New York. In der Mitte der 1970er Jahre reiste Pindell als Gastrednerin und Dozentin ins Ausland und organisierte verschiedene Seminare, z. B. Current American and Black American Art: A Historical Survey am Madras College of Arts and Crafts in Indien (1975) und Black Artists, U.S.A. an der Kunsthochschule Oslo in Norwegen (1976).
Im Jahr 1979 erlitt Pindell einen Autounfall, der eine Gehirnerschütterung und Gedächtnisstörungen zur Folge hatte. Ihr visuelles Werk veränderte sich in diesem Zusammenhang radikal und konzentrierte sich stärker auf Erinnerungen und Autobiografisches, mit der Hoffnung, damit zur Heilung beitragen zu können.
In den 1980er Jahren verfasste Pindell mehrere Berichte, in denen sie die Ungleichheit zwischen weißen und schwarzen Künstlerin in den Ausstellungsprogrammen der großen Museen und Galerien in New York hervorhob und dabei auf eigene Erfahrungen in den kuratorischen Abteilungen des Museum of Modern Art zurückgriff. 1988 war sie die Kuratorin der Wanderausstellung Autobiography: In Her Words, die zum ersten Mal die Werke mehrerer schwarzer Künstlerinnen zusammenbrachte.
Von 1995 bis 1999 war sie Gastprofessorin an der Yale University, von 2003 bis 2006 Direktorin des MFA-Programms an der Stony Brook University, an der sie auch als ordentliche Professorin tätig war. Ihr wurden zwei Ehrendoktorwürden verliehen, vom Massachusetts College of Art and Design und von der Parsons School of Design in New York.
Pindell lebt und arbeitet in New York.

## Werk

Howardena Pindell, Queens, Festival, 1989, Acryl, Papier, Gouache auf Leinwand, Joseph P. Addabbo Federal Building, Queens, New York.

Das künstlerische Werk von Pindell umfasst eine Vielfalt an Techniken und Materialien, darunter abstrakte Malerei, Collagen, Videokunst, Prozesskunst, Fotografie und Druckgrafik.
Sie zählt zu den afroamerikanischen Künstlerinnen, die in den späten 1960er Jahren die Möglichkeiten der abstrakten und geometrischen Malerei erforschten. In ihren frühen Arbeiten konzentrierte sie sich vor allem auf die Wirkung von Licht und Farbe, wobei sie charakteristischerweise Punkte verwendete, um Illusionen von Räumlichkeit zu schaffen. In den frühen 1970er Jahren begann ihr Interesse für Dekonstruktion und Rekonstruktion. Dafür zerlegte sie ihre Gemälde und baute die Fragmente zu Collagen zusammen.
Die Motive von Zerstörung und Wiederaufbau finden sich auch in ihren Videoarbeiten. Ihr Werk Free, White and 21 (1980) zeigt Pindell in der Identität einer schwarzen Erzählerin sowie auch in der Rolle einer karikierten weißen Frau, wobei sie eine blonde Perücke und ein weißes Gesicht trug, um eine freie, weiße 21-Jährige zu verkörpern. Als schwarze Frau berichtet die Künstlerin von ihren persönlichen Erfahrungen mit Rassismus, was die Weiße mit den Worten „You really must be paranoid“ und „You won’t exist until we validate you“ kommentiert.
Das spätere Werk von Pindell ist oftmals politisch und behandelt Themen wie Obdachlosigkeit, AIDS, Krieg, Völkermord, Sexismus, Fremdenfeindlichkeit und Apartheid. Ihre Werke sind zudem von Multikulturalismus bestimmt, was auf ihren eigenen Hintergrund zurückzuführen ist (sie hat afrikanische, europäische, indianische, mittelamerikanische und afro-karibische Wurzeln, reiste in ihrer Schaffenszeit viel und lebte zeitweise in Schweden, Japan und Indien) sowie von der feministischen Bewegung und der Black-Power-Bewegung.
Pindells Werke befinden sich in den ständigen Sammlungen bedeutender internationaler Museen, darunter das Brooklyn Museum, die Corcoran Gallery of Art, das High Museum of Art in Atlanta, das Louisiana Museum of Modern Art in Kopenhagen, das Metropolitan Museum of Art, das Museum of Contemporary Art in Chicago, das Museum of Modern Art, das Museum of Fine Arts in Boston, das Museum of Fine Arts in Houston, die National Gallery of Art in Washington, D.C., die Pennsylvania Academy of the Fine Arts in Philadelphia, das Philadelphia Museum of Art, das Studio Museum in Harlem, das Wadsworth Atheneum in Hartford, das Walker Art Center in Minneapolis, das Whitney Museum of American Art und die Yale University Art Gallery in New Haven.
Pindell ist zu sehen in dem Film !Women Art Revolution (2010) von Lynn Hershman Leeson.

## Ausstellungen

### Einzelausstellungen (Auswahl)
- 2018–2019: Howardena Pindell: What Remains to Be Seen, Museum of Contemporary Art, Chicago
- 2007: Howardena Pindell: Hidden Stories, Louisiana Art and Science Museum, Baton Rouge
- 2004: Howardena Pindell: Visual Affinities, Heckscher Museum of Art, Huntington, New York
- 2001: Howardena Pindell: An Intimate Retrospective, Harriet Tubman Museum, Macon
- 1999: Witness to Our Time: A Decade of Work by Howardena PindelI, Heckscher Museum of Art, Huntington, New York
- 1994: Howardena PindelI: A Retrospective, Cleveland Institute of Arts
- 1986: Howardena Pindell: Odyssey, The Studio Museum in Harlem, New York
- 1985: Howardena Pindell: Traveler’s Memories, Japan, Birmingham Museum of Art, Alabama
- 1974: Howardena Pindell: Paintings and Drawings, Michael C. Rockefeller Arts Center, State University of New York, Fredonia
- 1973: Howardena Pindell, A.I.R. Gallery, New York
- 1971: Paintings and Drawings by Howardena Pindell, Rockefeller Memorial Galleries, Spelman College, Atlanta

### Gruppenausstellungen (Auswahl)
- 2018–2019: Outliers and American Vanguard Art, National Gallery of Art, Washington, D.C.
- 2018: A Measure of Humanity, Columbus Museum of Art, Ohio
- 2017–2019: Soul of a Nation: Art in the Age of Black Power, Tate Modern, London
- 2017–2018: We Wanted a Revolution: Black Radical Women, 1965–85, Brooklyn Museum, New York
- 2017: Expanding Tradition: Selection from the Larry D. and Brenda A. Thompson Collection, Georgia Museum of Art, University of Georgia, Athens
- 2017: Picturing Math: Selections from the Department of Drawings and Prints, Metropolitan Museum of Art, New York
- 2016: FORTY, MoMA PS1, New York
- 2015–2016: Greater New York, MoMA PS1, New York
- 2015–2016: Painting 2.0: Expressions in the Information Age, Museum Brandhorst, München
- 2015: Represent: 200 Years of African American Art, Philadelphia Museum of Art
- 2014–2015: Art Expanded, 1958–1978, Walker Art Center, Minneapolis, Minnesota
- 2014–2015: Variation: Conversations in and around Abstract Painting, Los Angeles County Museum of Art
- 2014: African American Artists and Abstraction, Museum of Fine Arts, Havana
- 2011: Currents in Contemporary Art, Orlando Museum of Art, Orlando
- 2010–2011: Pictures by Women: A History of Modern Photography, Museum of Modern Art, New York
- 2007–2009: WACK! Art and the Feminist Revolution, Museum of Contemporary Art, Los Angeles
- 2005: Double Consciousness: Black Conceptual Art since 1970, Contemporary Arts Museum, Houston
- 1996–1999: Bearing Witness: Contemporary Works by African American Women Artists, Museum of Fine Art, Atlanta
- 1996: Sexual Politics: Judy Chicago’s Dinner Party in Feminist Art History, Armand Hammer Museum of Art, Los Angeles

## Auszeichnungen (Auswahl)
- 2006: Anonymous Was A Woman[8]
- 1996: Women’s Caucus for Art Lifetime Achievement Award[9]
- 1990: Most Distinguished Body of Work or Performance Award der College Art Association
- 1987: Guggenheim-Stipendium[10]
- 1972: National Endowment for the Arts Grant